# Szádeczky-Kardoss Elemér
Szádeczky-Kardoss Elemér (Kolozsvár, 1903. szeptember 10. – Budapest, 1984. augusztus 23.) geológus, geokémikus, egyetemi tanár, dékán, rektor, országgyűlési képviselő.

## Élete
Szülővárosában érettségizett 1921-ben, majd 1921–1925 között Eötvös-kollégistaként a budapesti Tudományegyetem természetrajz szakos hallgatója volt. Doktori értekezését Eötvös-díjjal tüntették ki.
1927-től 1949-ig a soproni Bányászati és Erdőmérnöki Akadémia tanára, 1949–1950-ben az akkor alapított miskolci Nehézipari Műszaki Egyetem első rektora. 1951-től 1969-ig a budapesti Eötvös Loránd Tudományegyetem ásvány-kőzettani intézete, majd a kőzettan-geokémiai tanszék tanszékvezető egyetemi tanára. 1955-ben megszervezte az MTA Geokémiai Kutató Laboratóriumát, s annak igazgatója volt 1974-es nyugdíjba vonulásáig. 1950-től a Magyar Tudományos Akadémia tagja. 1965-ben megszervezte az MTA Föld- és Bányászati Tudományok Osztályát, melynek titkára, majd elnöke volt 1975-ig.

## Munkássága
A földtudományok terén elért jelentős eredményei közül kiemelkednek üledékes, magmás és metamorf kőzettani, szénkőzettani és geokémiai művei. Eredményeit több mint 200 publikációban jelentette meg. 1952-ben megjelent Szénkőzettan című könyvében számos vonatkozásban újat alkotott a barnaszenek rendszerezésében. Egyik legkiemelkedőbb alkotása Geokémia című kézikönyve (1955), amely máig is az egyetlen magyar nyelvű geokémiai kézikönyv.
A Föld szerkezete és fejlődése című, 1968-ban megjelent kézikönyvében a globális tektonikai szemlélet alapján állva fejtette ki elméletét a kőzetkeletkezés és a Föld dinamikája közötti kapcsolatról. A hetvenes években már kialakult a földtudományok integrációjára törekvő szemlélete, amelynek összefoglalását Geonómia (1974) című művében fejtette ki.
Az univerzális ciklustörvény megalkotásával az anyag mozgásának általános tér-idő-sebesség összefüggését tárta föl. E munkájának rövid, de lényegi összefoglalását Benkő Ferenc Geological and Cosmogonic Cycles (1984) Appendix-ében publikálta. Élete utolsó éveiben sajtó alá rendezett műve posztumusz kiadványként jelent meg A jelenségek univerzális kapcsolódásáról (1989) címen.

## Kitüntetései
Számos kitüntetéssel ismerték el munkásságát. 1949-ben és 1952-ben a Kossuth-díj arany fokozatával tüntették ki. A Magyarhoni Földtani Társulat tiszteleti tagja, a Szabó József-emlékérem kitüntetettje (1958), az Eötvös Loránd Tudományegyetem tiszteletbeli doktora (1981) és a Leopold von Buch Emlékérem tulajdonosa (1983).

## Emlékezete
Születésének centenáriuma alkalmából az MTA Földtudományok Osztálya 2003. szeptember 3-án felavatta mellszobrát az ELTE Természettudományi Karán (Pázmány Péter sétány 1/c).

## Művei (válogatás)
- Rendszeres ásványtan. Budapest, 1950
- Szénkőzettan. Budapest, 1952
- Geokémia. Budapest, 1955
- A Föld szerkezete és fejlődése. Budapest, 1968
- Geonómia. Budapest, 1974
- A jelenségek univerzális kapcsolódásáról. Budapest, 1989